# Sfântul Gordian

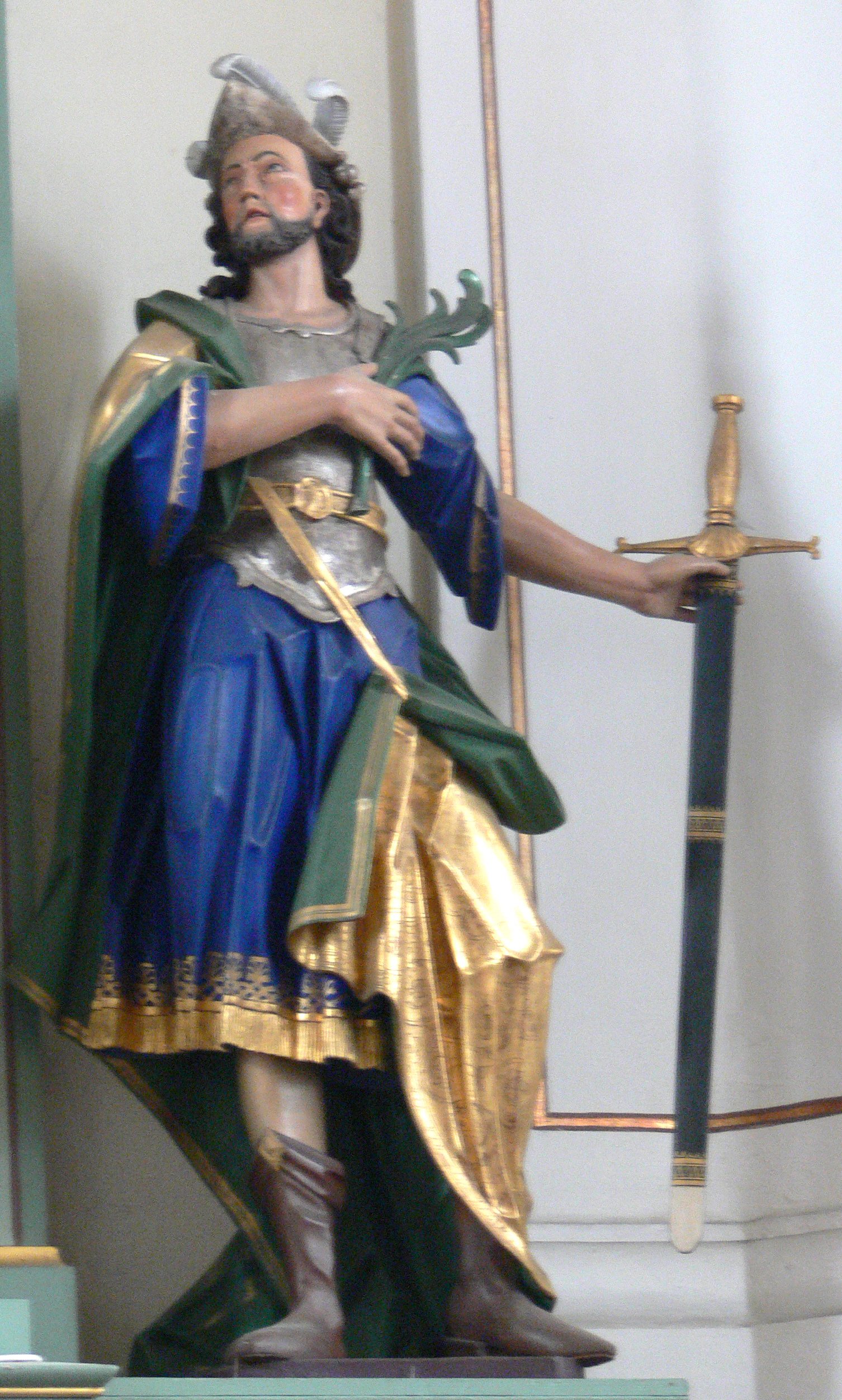
Sfântul Gordian
sculptură de Konrad Hegenauer, circa 1780

Sfântul Gordian (d. ca. 362, Roma) a fost un martir creștin.
Conform legendei, Sfântul Gordian a fost decapitat în timpul domniei împăratului Iulian Apostatul, iar trupul său a fost aruncat alături de moaștele lui Epimachus, care fuseseră aduse din Alexandria la Roma.
Relicvele celor doi au fost mutate apoi în mănăstirea benedictină din Kempten de regina Hildegard de Vintzgau (c.758 - 783), soția lui Charlemagne. 

## Sărbători
- în calendarul ortodox: 9 mai, împreună cu Epimachus
- în calendarul romano-catolic: 10 mai

## Precizare
Sfinții mucenici Epimachus și Gordian sunt pomeniți în Sinaxar în luna mai, ziua a noua. 
Sfinții Epimachus și Gordian, erau cu neamul din Roma dar, fiindcă au mărturisit cu îndrăzneală pe Hristos, au fost prinși și siliți de către stăpânitorul cetății să se lepede de Hristos și să jertfească idolilor, dar ei nu s-au înduplecat; de aceea au fost chinuiți cu felurite chinuri, iar la sfârșit li s-au tăiat capetele și așa au luat cununile nevoinței. Soborul lor se săvârșește în biserica sfântului mucenic Stratonic.